# Шабон
Шабон (фр. Châbons) — коммуна во Франции, находится в регионе Рона — Альпы. Департамент коммуны — Изер. Входит в состав кантона Ле-Гран-Лан. Округ коммуны — Ла-Тур-дю-Пен.
Код INSEE коммуны — 38065. Население коммуны на 2012 год составляло 1978 человек. Населённый пункт находится на высоте от 386 до 687 метров над уровнем моря. Муниципалитет расположен на расстоянии около 450 км юго-восточнее Парижа, 60 км юго-восточнее Лиона, 37 км северо-западнее Гренобля. Мэр коммуны — Мари-Пьер Барани, мандат действует на протяжении 2008—2014 гг.
Динамика населения (INSEE):